# Спитко II Мельштинський
Спитко II з Мельштина гербу Леліва (пол. Spytko II z Melsztyna, також Спитек; 1364 — 12 серпня 1399) — польський шляхтич, військовий, державний діяч Королівства Польського. Представник магнатського роду Мельштинських. Володар Поділля у 1395—99 роках.

## Біографія
Син краківського каштеляна Яна Мельштинського та його дружини Софії. Правдоподібно, був названий як старший брат, який помер до його народження. Краківським воєводою став перед 3 червня 1384 року, після смерті батька. Після смерті короля Людовика Угорського став одним з прихильників розірвання угоди з мадярами, заміну королеви Марії на Ядвігу. 2 лютого 1386 року брав участь в церемонії привітання Ягайла як «опікуна та керівника Королівства» в Любліні.
Наприкінці лютого — початку березня 1387 року взяв участь в поході королеви Ядвіги на Галичину. Для себе взяв (акт відсутній) Самбірську округу як окреме територіальне володіння; почав вважатися тут наступником руських князів («ducum terrae Rusiae praedecessorum nostrorum», 1392 року)[джерело?]. Воював проти князя Владислава Опольчика[джерело?].
13 червня (21 червня за новим стилем) 1395 року польський король Владислав II Ягайло передав Спиткові на «повному княжому праві», «яке мають інші наші князі литовські і руські» західну частину Поділля (округи Кам'янця, Смотрича, Бакоти, Червоногороду й Скали). Саме в цьому акті вперше згадано топонім «Поділля». Це викликало значний «ґвалт» серед краківських «панів», тому було прийняте компромісне рішення: 
10 липня 1395 року, за присутності біскупів краківського Пйотра, перемиського — Мацея, сандомирського воєводи Яна з Тарнова, каліського — Сендзівоя, ленчицького — Яська Ліґензи та інших шляхтичів з оточення королеви Ядвіги, з її рук повторно отримав Поділля як «дідичне князівство, ленно залежне від Корони, королеви Ядвіги та її дідичів, Ягайла на тих самих засадах, на яких складали „ленний голд“ в 1386—1387 роках литовські князі, що осіли на Землях Руських».

У книзі «Поділля» (Санкт-Петербург, 1891 року) зазначено: 
|  | «Під владою Спитка Західне Поділля і далі зберігало певну осібність щодо Польщі. |

На початку січня 1397 року Спитко відвідав столицю Молдавії — Сучаву. Тут мав перемовини з молдавським воєводою Штефаном, правдоподібно, з князем Федором Коріятовичем. Ймовірно, вступив в особисті стосунки з Штефаном для перемовин про спільні дії проти татар. Відтоді Спитко вже не брав діяльної участі у власне польських справах і майже не з'являвся у Кракові. У пізнішого письменника збереглася темна звістка про розрив Спитка не тільки з королевою Ядвігою, але навіть із королем Владиславом II Ягайлом, який підозрював його в якихось честолюбних задумах і остерігався поганих для королівства наслідків від військових споруд, зведених новим володарем Поділля". В середині липня 1397 року брав участь в зустрічі королівської пари Польщі з Сигізмундом I Люксембургом у Старому Селі (пол. Stara Wieś) над Дунайцем, де порушувалось питання претензій Угорщини на Галичину, укладено мир Польщі — Угорщини на 16 років. Тоді підписувався як «пан та дідич Князівства Подільського і Самбірської землі, воєвода і староста краківський». Не вживав титулу князь.
У серпні 1399 року Спитко пропав безвісти в битві на Ворсклі. За версією польського історика Яна Длугоша, саме він був справжнім героєм битви. Побувавши в таборі неприятеля, оцінив його силу й усіляко відмовляв Великого князя Литовського Вітовта від зіткнення з татарами. Коли усупереч його доказам Вітовт розпочав битву, Спитко виявив дивовижну мужність і не скористався шансом урятувати собі життя, вдягнувши шапку з особливими відзнаками, яку йому подарував Едигей — воєначальник Золотої Орди..

## Битва на Ворсклі

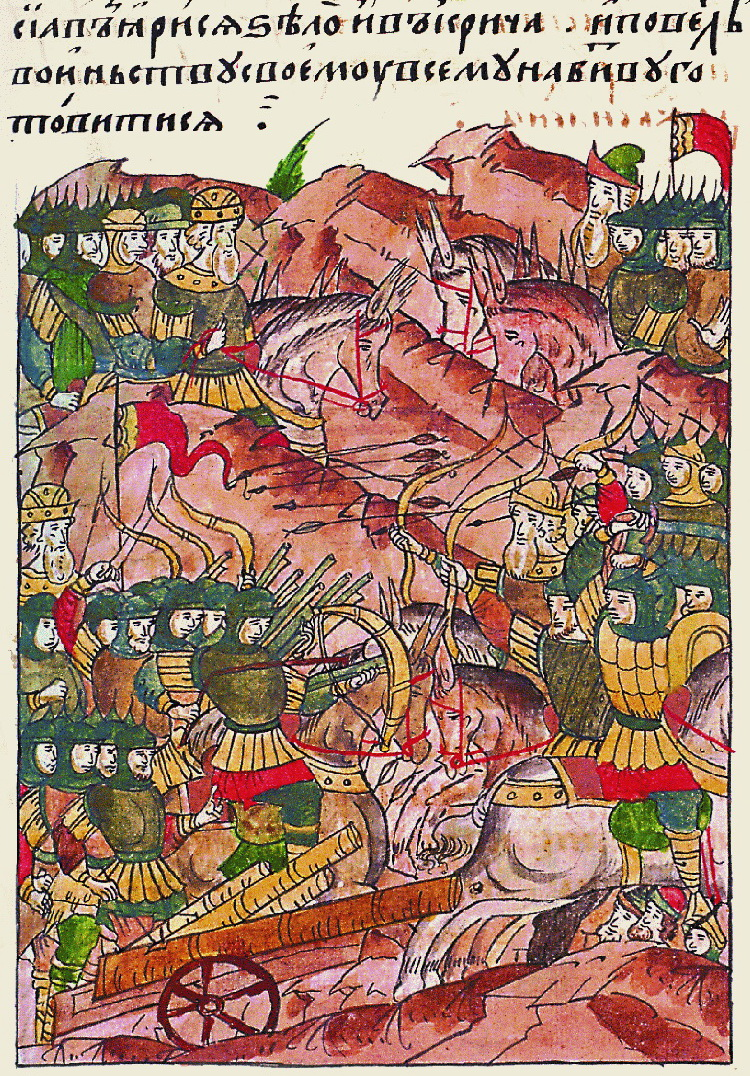
Битва на Ворсклі. Лицевий літописний звід

Польський історик-літописець Ян Длугош у 10-й книзі своїх «Annales seu cronicae incliti Regni Poloniae» («Історії Польщі» у 12-ти томах) яскравно відтворює деталі тієї баталії.
«Олександр (Вітовт), великий князь Литовський, рушив з Києва, в переконанні, що такого великого і потужного війська до будь-яких битв з татарами буде достатньо. І увійшов до країни татар, маючи з собою озброєні та готові до бою полки поляків, німців, литвинів і русинів... Коли ж після переправи через Дніпро, Зимну Воду, Псел і Сулу, дня 14 серпня, вийшли на рівнину біля річки Ворскли, з’явилася татарська орда, яку провадив не татарський хан Темерлин (Тимур-Кутлук), але один зі зверхників, Едигей, такий потужний в Орді, що саджав і скидав зі столу ханів. Неможливо було охопити оком і полічити ту густу тьму варварів, у порівнянні з якою військо Олександра великого князя Литовського і загони християнських князів здавалися дрібною і нікчемною жменькою. Через це страшна тривога опанувала серця християн. 
Спитко з Мельштина воєвода краківський, муж розсудливого розуму, зваживши, на яку велику небезпеку наразилися б війська християнські, якби дійшла справа до битви, надто пригадавши собі зловісне передбачення королеви Ядвіги, яка не радила йому йти на ту війну, запропонував укласти з ворогом мирну угоду, на що Олександр великий князь Литовський із задоволенням погодився. Не був проти такої угоди і Едигей зверхник татар, який заявив, що за певних умов з обох боків готовий до укладання миру. Але оскільки умови запропоновані Едигеєм видавалися надто оманливими, почув Спитко з Мельштина від деяких польських, німецьких, литовських і руських лицарів, які воліли діяти швидко, а не обдумано, закиди у боязливості. Відступивши від намірів укласти угоду промовив лише коротко, коли замість певної та рятівної угоди обрали невчасний та згубний бій, «що не приймає на себе жодної провини, і на ньому не буде відповідальність за непотрібно пролиту кров і нещасливий перебіг битви, оскільки попереджав і радив, як варто було вчинити, але не був почутий». Сподівався врешті, «аби такою ж швидкою і готовою до бою виявилася рука в битві, як швидким був їх язик в оскарженні його у боязливості». 
До Павла Щуковського, лицаря шляхетного роду, гербу Гриф, який з поміж інших був найбільш запальним і зухвалим, і в своїй бурхливій промові висловив Спитку найгостріші закиди, мовляв «якщо через кохання до своєї красуні-жінки та розлогість володінь злякався смерті, то нехай не відмовляє від битви інших, які з охотою і без тривоги готові йти на смерть». Збитий таким оскарженням, промовив з піднесенням: «Маю з ласки Божої те передчуття, що ти сьогодні ганебно втікатимеш з битви, а я чесно загину». І не інакше стало – Спитко зазнав славної смерті, а Щуковський ганебно врятувався втечею. 
Коли ж обидва війська запрагли зустрічі, вдарили одні на одних з затятістю, і якийсь час билися з рівним щастям. Але через незліченну кількість татар почали хитатися лави християн. Олександр Вітовт, великий князь Литовський, побачивши зламання своїх полків, коли лицарі, що лишилися при ньому, Судивой з Остророга і Доброгост із Шамотул почали його намовляти, аби не давався ворогові у полон, і не збільшував нещасливої поразки, наважився на втечу, пересідаючи з коня на коня. Військо ж його, оточене масами татар, було розбите наголову. Втікачів татари, з наказу свого зверхника Едигея, переслідували кілька миль…
Коли в цій битві з татарами знесилене військо християн вже готувалося до втечі, а великий князь Литовський Олександр Вітовт умовляв Спитка Мельштинського «аби зважив на загрозу та рятувався разом з ним втечею», зазначаючи, «що через це не зазнає жодної ганьби, радше дістане хвалу, що провідника і голову своїх військ врятував»; Спитко розцінивши втечу за річ ганебну, достойно тримався в бою, як і личить чоловікові та християнському лицарю, по тому ж кинувся на скупчення ворогів, встилаючи їх трупи довкола, врешті сам зазнавши багатьох ударів, вражений і поранений, звитяжно загинув».
Після оголошення Спитка безвісти зниклим Владислав II Ягайло передав його землі в управління Свидригайлу Ольгердовичу, а 1403 року викупив Західне Поділля у вдови Спитка.

## Власність
Успадкував від батька значні маєтки, швидко збільшив їх через надання королем, заставами. Про його господарську діяльність відомо мало. Зокрема, заснував місто Новий Самбір, сприяв наданню йому магдебургії, колонізації руських земель. Утримував значну особову адміністрацію, мав власного підскарбія, великий двір. За 1500 польських гривень взяв у заставу Бецьку землю 12 грудня 1385 року.

## Сім'я, нащадки
Дружина — Ельжбета, донька угорського вельможі Емерика (за Я. Длугошем). Польські дослідники Кароль Шайноха, Кароль Пйотрович вважали, що це — Емерик Бебек з роду Акос. Угорець М. Вертнер, поляки Ґавенда, Двожачек вважали, що тесть — Анджей, син Емерика Лакфі або й сам Емерик Лакфі. Шлюб був перед 1390 роком, може, водночас з шлюбом королеви. В 1402 році володіла Самбірською землею. Діти:
- Дорота (*перед 1390) — монахиня-клариска (кляштор св. Андрія на Страдомі, Краків)
- Ядвіга (бл.1388 —23 жовтня 1424) — дружина нємодлінського і стшелецького князя Бернарда (згодом отримав титули князя прудницького і глоговецького)
- Катерина Мельштинська (*перед 1394) — дружина мазовецького князя Януша Молодшого (†1422), пізніше — краківського каштеляна Миколая з Міхалува
- Ян з Мельштина (†1429, Буда) — помер на королівському дворі
- Спитко III Мельштинський — (1388 — 6 травня 1439) — каштелян бецький. Синами опікувався стрийко — Ян з Тарнова.

Між 1406 і 1408 роками Ельжбета Лакфі (пом. 1424), вдова Спитка з Мельштина, вдруге вийшла заміж за сілезького князя Яна Зембицького (1410—1428).